# Маркашино
Марка́шино — деревня в Торжокском районе Тверской области. Относится к Мирновскому сельскому поселению.
Находится в 16 км к юго-востоку от Торжка, в 2 от автодороги «Москва — Санкт-Петербург» М10.

## Население
| 1996 | 2002 | 2008 | 2010 |
| ---- | ---- | ---- | ---- |
| 40   | ↗47  | ↗50  | ↘46  |

## История
Во второй половине XIX века деревня Маркашина относилась к Раевскому приходу Марьинской волости Новоторжского уезда. В 1884 году — 51 двор, 305 жителей.
В 1940 году деревня в составе Думановского сельсовета Новоторжского района Калининской области.
В 1996 году в деревне Маркашино 22 хозяйства, 41 житель; в 2002 году — 47 жителей, 25 мужчин и 27 женщин. Жители деревни трудятся в колхозе «Мир».